# Pagurus cuanensis
Pagurus cuanensis (Harige heremietkreeft) is een tienpotigensoort uit de familie van de Paguridae. De wetenschappelijke naam van de soort is voor het eerst geldig gepubliceerd in 1846 door Bell.

## Verspreiding in Nederland
Na een vondst op de Doggersbank in 2011, werden in de Zeeuwse wateren in 2023, 2024 en 2025 ook enkele vondsten gedaan.